# 四つの寓意 (ベッリーニ)
『四つの寓意』（よっつのぐうい、伊: Quattro allegorie）は、イタリアのルネサンス期ヴェネツィア派の巨匠ジョヴァンニ・ベッリーニによる四点の小板絵連作である。イタリア、ヴェネツィアのアカデミア美術館に所蔵されている。制作年は、1490-1504年の間の異なった時期のものとして様々に議論されてきた。四点はすべて縦34 cm（『忍耐』のみ）、または32 cm で、横22 cm のサイズである。

## 歴史
もともと、四点の板絵はおそらく、画家ヴィンチェンツォ・カテーナが所有していた鏡と棚を備えた、クルミ材の小さな浴室用戸棚を飾っていた。カテーナの遺言で、戸棚は、アントニオ・マルシーリに残された。当時、こうした戸棚はかなり普及しており、1489年にヴェネツィアの元老院が発出した法令はその制作を制限しようとしていた。戸棚は、しばしば道徳的な象徴性を持つ象徴的な人物によって飾られた。

## 概要
これらの板絵はベッリーニの作品では珍しいものであるが、通常はウフィツィ美術館にある『聖なる寓意』と比較されている。アカデミア美術館には、ベッリーニ、またはおそらくアンドレア・プレヴィターリによる、別の由来の同じような板絵、『幸福の寓意』（27 × 19 cm）が所蔵されている。
『忍耐』は、プットが引く荷馬車からバッカス (デュオニソス) が果物を捧げている高潔な戦士を表している。作品は「性欲の寓話」としても解説されている。『幸運』、または『無常』は球体を持ち、プットに囲まれながら、不安定なボートに乗っている女性を表している。『慎重』は、鏡を指している裸体の女性を描いている。作品はまた、『虚栄』として解釈されてきた。
『虚偽』は、男性（通常の女性としての表現とは異なる）が、歪んだ嘘の象徴である貝殻から出てくるところを表している。男性はヘビ（中傷の象徴）で武装し、画家の署名がある台座から知恵の道に向かって出発している隠者のような人を襲撃している。この図はまた、「知恵の美徳」（Virtus Sapientia）としても解釈されており、貝殻は一世代を肯定的に象徴するものである。